# Sleeps with Angels
Albums de Neil Young
Harvest Moon
(1992) Mirror Ball
(1995)
Singles
1. My Heart
Sortie : 1994
2. Change Your Mind
Sortie : 1994
3. My Heart
Sortie : 1994
4. Sleep With Angels
Sortie : 1995

Sleeps with Angels ( (en) lit. « [il] dort avec les anges » ) est le vingt-deuxième album de Neil Young. Il est accompagné par le groupe Crazy Horse. L'album est sorti le 16 août 1994 sur le label Reprise Records et a été produit par Neil Young & David Briggs.

## Historique
Bien que la majorité des titres aient été enregistrés avant les faits, l'album est profondément marqué par le décès de Kurt Cobain qui s'est suicidé en avril 1994, ce qui a inspiré à Neil Young le morceau titre de l'album: Sleeps With Angels.
Dans sa lettre posthume Cobain explique " It's better to burn out than fade away" (Mieux vaut exploser en vol que s'éteindre à petit feu). La citation est tirée de My My, Hey Hey (Out of the Blue)  dans l'album Rust Never Sleeps de Neil Young.
Neil Young en est bouleversé d'autant que les deux artistes s'appréciaient beaucoup et que cette mort ressemble terriblement à celle, vingt ans plus tôt, de Danny Whitten. L'album est sombre et se place dans la lignée de Tonight's the Night sorti presque vingt ans avant.
Cet album se classa à la 9e place du Billboard 200 aux États-Unis où il sera certifié disque d'or, à la 2e place des charts britanniques (également disque d'or) et à la 29e place des charts français.

## Liste des titres
Toutes les compositions sont de Neil Young sauf mention contraire
1. My Heart – 2:44
2. Prime of Life – 4:02
3. Driveby – 4:43
4. Sleeps With Angels – 2:44
5. Western Hero – 4:00
6. Change Your Mind – 14:39
7. Blue Eden (Ralph Molina, Frank Sampedro, Billy Talbot, Young) – 6:22
8. Safeway Cart – 6:29
9. Train of Love – 3:57
10. Trans Am – 4:07
11. Piece of Crap – 3:15
12. A Dream That Can Last – 5:27

## Musiciens
- Neil Young : guitare, piano bastringue, accordéon, flûte, harmonica, chant
- Crazy Horse
  - Frank "Poncho" Sampedro : guitare, piano, piano électrique, claviers, basse marimba, chœurs
  - Billy Talbot : basse, vibraphone, basse marimba, chœurs
  - Ralph Molina : batterie, chœurs

## Charts et certifications

### Album
Charts
| Pays                                 | Durée du classement | Meilleur classement | Date              |
| ------------------------------------ | ------------------- | ------------------- | ----------------- |
| Allemagne (GfK Entertainment)        | 13 semaines         | 11e                 | 12 septembre 1994 |
| Australie (ARIA Charts)              | semaines            | e                   | 4 septembre 1994  |
| Autriche (Ö3 Austria Top 40)         | 8 semaines          | 12e                 | 11 septembre 1994 |
| Canada (RPM)                         | 20 semaines         | 7e                  | 12 septembre 1994 |
| Écosse (Scottish Album Chart)        | 9 semaines          | 2e                  | 21 août 1994      |
| États-Unis (Billboard 200)           | 12 semaines         | 9e                  | 3 septembre 1994  |
| France (SNEP)                        | 5 semaines          | 29e                 | 5 septembre 1994  |
| Italie (FIMI)                        | 3 semaines          | 17e                 | 29 août 1994      |
| Norvège (VG-lista)                   | 6 semaines          | 4e                  | 22 juin 1994      |
| Nouvelle-Zélande (RMNZ Albums Top40) | 7 semaines          | 17e                 | 11 septembre 1994 |
| Pays-Bas (MegaCharts)                | 9 semaines          | 10e                 | 17 septembre 1994 |
| Royaume-Uni (UK Albums Chart)        | 8 semaines          | 2e                  | 21 août 1994      |
| Suède (Sverigetopplistan)            | 9 semaines          | 2e                  | 19 août 1994      |
| Suisse (Schweizer Hitparade)         | 10 semaines         | 13e                 | 11 septembre 1994 |

Certifications
| Pays        | Certification | Ventes    | Date           |
| ----------- | ------------- | --------- | -------------- |
| États-Unis  | Or            | 500 000 + | 8 octobre 1994 |
| Royaume-Uni | Or            | 100 000 + | 1er juin 1995  |

### Singles
| Single           | Chart                    | Durée du classement | Position | Date             |
| ---------------- | ------------------------ | ------------------- | -------- | ---------------- |
| Piece of Crap    | (UK Singles Chart)       | 1 semaine           | 91e      | 28 août 1994     |
| My Heart         | (UK Singles Chart)       | 1 semaine           | 93e      | 9 octobre 1994   |
| Change Your Mind | (Mainstream Rock Tracks) | 9 semaines          | 18e      | 1er octobre 1994 |
| Change Your Mind | (UK Singles Chart)       | 1 semaines          | 89e      | 20 novembre 1994 |